# Dxui
Dxui var hos bushmännen i Afrika den förste anden som genomgick alla de stadier som krävdes för att bli den första människan.
I till exempel Kalahariöknen är Dxui identisk med Braggen medan han i andra områden beskrivs som mer inåtvänd och mindre aktiv på jorden än denne.